# Кастиль-Блаз
Кастиль-Блаз (фр. Castil-Blaze; настоящее имя Франсуа-Анри-Жозеф Блаз; фр. François-Henri-Joseph Blaze; 1 декабря 1784, Кавайон — 11 декабря 1857, Париж) — французский музыковед, музыкальный критик, композитор и издатель. Франция чтит его как первого французского музыкального критика.

## Биография
Родился в семье Себастьена Блаза (1763—1833), по специальности нотариуса, но при этом и композитора, и литератора; как композитор он сочинил несколько музыкальных произведений — опер и сонат, а как литератор являлся автором романа «Julien ou le prêtre». Отец стал первым музыкальным педагогом своему сыну, который провёл детство в благополучном доме родителей в своём родном городе (Кавайон, департамент Воклюз), а окончив школу, уехал в Париж получать высшее образование. Он решил, как и отец, стать юристом. Однако первые музыкальные уроки, преподанные отцом, не забылись, и студент, помимо изучения права, одновременно взялся получать образование в Парижской консерватории.
Завершив образование, он уехал в родные места, где остепенился, женился, работал. Однако уже не мог жить без парижских театров: эта страсть оказалась сильнее, и в 1820 году он вместе с женой и ребёнком переселился в Париж, где сразу же, в том же 1820 году издал книгу заметок о французской опере «Опера во Франции» (L’opéra en France), после чего получил приглашение на должность редактора музыкального отдела в «Journal des débats», где начиная с 7 декабря вёл музыкальную хронику. Там он проработал до 1832 года, затем сотрудничал с другими органами прессы: «Le Constitutionnel», «Revue de Paris», «Revue et gazette musicale de Paris». В 1833 г. выступил на страницах первого же номера еженедельника «Le Ménestrel», а в 1837-м стал одним из основателей специфически музыкального парижского журнала «Музыкальная Франция» («La France musicale»).
Много работ посвятил оперному и балетному искусству: произведениям, спектаклям и исполнителям; написал биографию Мольера, глубоко проанализировал творчество современников — балерины Марии Тальони, певицы Джудитты Паста и являлся автором множества других работ.
Кастиль-Блаз первым ввёл в музыкальную теорию и литературу некоторые термины, укрепившиеся навсегда, в том числе слово «тональность», слепив его, как пишет Ю. Н. Холопов, из употреблявшегося с древних времён прилагательного «тональный» (tonale), от древнего термина «тон»
Помимо теоретических и критических работ о музыке Блаз перевёл на французский язык либретто нескольких итальянских и немецких опер, среди которых «Дон Жуан», «Фигаро», «Фрейшютц», «Севильский цирюльник» Россини (в либретто «Севильского цирюльника» он внёс некоторые авторские интерпретации, изменив два действия на четыре, а партию Розины переложив с контральто на сопрано, и в таком виде опера прозвучала на французском языке 6 мая 1824 года в театре l’Odéon) и др.
Среди теоретических работ:
- музыкальные публикации в прессе: «Revue de Paris», «Journal des Débats» и т. д.
- 1820 — «Опера во Франции» — De l’Opéra en France, Paris, Janet & Cotelle, 1820.
- 1821 — «Словарь современной музыки» — Dictionnaire de musique moderne, в 2 томах. Paris, Au magasin de musique de la Lyre moderne, 1821 (переиздано — 1825; вновь издано с приложением очерка новейшей истории музыки и «Биографий фламандских музыкантов» Мэ (Mées) — 1828).
- «Религиозная музыка французских королей» — Chapelle-musique des rois de France, Paris, Paulin, 1832.
- La Danse et les ballets depuis Bacchus jusqu’à Mlle Taglioni, Paris, Paulin, 1832.
- 1847 — «История Гранд-Опера» (от Камбера в 1668 до Реставрации включительно), собственное издательство — Le Mémorial du Grand-Opéra, Paris, Castil-Blaze, 1847.
- 1852 — «Мольер как музыкант» — Molière musicien в 2 томах. Paris, Castil-Blaze, 1852.
- L’Académie impériale de musique de 1645 à 1855, Paris, Castil-Blaze, 1855.
- «Итальянская опера с 1548 по 1856 гг.» — L’Opéra italien de 1548 à 1856, Paris, Castil-Blaze, 1856.
- L’Art des vers lyriques, Paris, Castil-Blaze, 1858 (posth.).
- «История Опера-Комик» — Histoire de l’Opéra-Comique, незавершено, в рукописи.
- Sur L’Opéra Français. Vérités dures mais utiles, Paris, Castil-Blaze, 1856.

Кроме того, он сам был композитором и занимался аранжировками музыкальных произведений. Ему принадлежат оперы Belzébuth — ou les Jeux du Roi René и La Colombe. Кастиль-Блаз — автор трёх опер, мессы, хоров, камерно-инструментальной музыки, в том числе Песен Прованса. Но его композиторская деятельность не снискала особой славы, в отличие от теоретической, значение которой для истории европейской музыкальной науки оказалось велико.
Сын Анри, барон де Бюри (май 1813, Авиньон — 15 марта 1888, Париж), тоже сначала был на государственной работе, затем занялся музыкальной критикой и литературой, работал под псевдонимом «Lagenevais».